# Oliver Twist (1916)
Oliver Twist é um filme de drama estadunidense de 1916, do gênero drama, dirigido por James Young, com roteiro baseado no romance Oliver Twist, de Charles Dickens. Distribuído por Paramount Pictures. Foi gravado no filme 35 mm, na proporção de tela 4:3.